# Kim loại quý (hóa học)
Trong hóa học, kim loại quý là những kim loại chống lại được sự ăn mòn và oxy hóa trong không khí ẩm (không giống hầu hết kim loại thường). Danh sách ngắn những kim loại quý (những nguyên tố này được hầu hết các nhà hóa học đồng ý) bao gồm rutheni (Ru), rhodi (Rh), palladi (Pd), bạc (Ag), osmi (Os), iridi (Ir), bạch kim (Pt), và vàng (Au).
Những danh sách rộng hơn bao gồm một hoặc nhiều các nguyên tố thủy ngân (Hg), rheni (Re) và đồng (Cu) liệt kê như các kim loại quý. Mặt khác, titan (Ti), niobi (Nb), và tantan (Ta) không được liệt kê là kim loại quý mặc dù chúng chống chịu rất tốt với sự ăn mòn.

## Điện hóa học
| Nguyên tố | Số hiệu nguyên tử | Nhóm | Chu kì | Phản ứng                          | Thế      | Phân bố electron   |
| --------- | ----------------- | ---- | ------ | --------------------------------- | -------- | ------------------ |
| Vàng      | 79                | 11   | 6      | Au3+ + 3 e− → Au                  | 1.5 V    | [Xe]4f145d106s1    |
| Bạch kim  | 78                | 10   | 6      | PtO + 2 H+ + 2 e− → Pt + H 2O     | 0.98 V   | [Xe]4f145d96s1     |
| Palladi   | 46                | 10   | 5      | Pd2+ + 2 e− → Pd                  | 0.915 V  | [Kr]4d10           |
| Iridi     | 77                | 9    | 6      | IrO 2 + 4 H+ + 4 e− → Ir + 2 H 2O | 0.73 V   | [Xe]4f145d76s2     |
| Bạc       | 47                | 11   | 5      | Ag+ + e− → Ag                     | 0.7993 V | [Kr]4d105s1        |
| Thủy ngân | 80                | 12   | 6      | Hg2+ 2 + 2 e−→ 2 Hg               | 0.7925 V | [Xe]4f145d106s2    |
| Osmi      | 76                | 8    | 6      | OsO 2 + 4 H+ + 4 e− → Os + 2 H 2O | 0.65 V   | [Xe]4f145d66s2     |
| Poloni    | 84                | 16   | 6      | Po2+ + 2 e− → Po                  | 0.6 V    | [Xe]4f145d106s26p4 |
| Rhodi     | 45                | 9    | 5      | Rh2+ + 2 e− → Rh                  | 0.60 V   | [Kr]4d85s1         |
| Rutheni   | 44                | 8    | 5      | Ru3+ + 3 e− → Ru                  | 0.60 V   | [Kr]4d75s1         |